# Il cielo è ovunque
Il cielo è ovunque (The Sky Is Everywhere) è un film del 2022 diretto da Josephine Decker, tratto dal romanzo omonimo di Jandy Nelson.

## Trama
Lennie Walker è una ragazza prodigio della musica ed in lutto per la morte della sorella maggiore. Quando conosce Joe Fontaine, un ragazzo appena arrivato a scuola, la loro storia sarà ostacolata da Toby Shaw, fidanzato della sorella.

## Distribuzione
Il film è stato distribuito sulla piattaforma Apple TV+ a partire dall'11 febbraio 2022.